# Old Slains Castle
Old Slains Castle (auch als Old Castle Slains bekannt) ist eine Burgruine etwa acht Kilometer entfernt von Collieston in Aberdeenshire, Schottland.

## Geschichte
Slains Castle und seine Ländereien hatten seit jeher eine lange und tiefe Verbindung zum Clan Hay. Die im 13. Jahrhundert errichtete Burg war ursprünglich Eigentum der Earls of Buchan (Clan Cumming), bis sie im 14. Jahrhundert gepfändet wurde. König Robert I. von Schottland verschenkte die Burg daraufhin an Sir Gilbert Hay of Errol, als Anerkennung für seine Verdienste und seine Unterstützung gegen die Engländer während der Schottischen Unabhängigkeitskriege. 
1453 wurde der Anführer des Clans, Sir William Hay, aufgrund seiner Loyalität von König Jakob II. von Schottland zum Earl of Erroll ernannt. Old Slains Castle wurde daraufhin zum neuen Herrschaftssitz der Earls of Erroll bestimmt. 1585 wurde Francis Hay, 9. Earl of Erroll, und trat der römisch-katholischen Kirche bei. Er konspirierte mit anderen katholischen Adligen, inklusive des 6. Earls of Huntly, mit dem er sich 1589 der Rebellion anschloss. Hay war außerdem Unterzeichner der „Spanish Blanks“. Diese Dokumente sahen spanische Hilfe im Religionskonflikt mit England vor und wurden von katholischen Adligen aus Schottland unterzeichnet. Francis Hay, 9. Earl of Erroll, wurde 1594 zum Verräter erklärt und Old Slains Castle wurde auf Anweisung König Jakobs VI. von Schottland im Oktober zerstört.
Nach einer Zeit im Ausland kam Hay 1597 nach Schottland zurück und schwor der römisch-katholischen Kirche wieder ab, wodurch er die Gunst des Königs zurückerlangte. Er gab das zerstörte Old Slains auf und errichtete ein neues Schloss in der Gegend von Cruden Bay, das später als New Slains Castle Bekanntheit erlangte.

## Heutiger Zustand
Heute stehen von der Burg nur noch die Überreste einer Mauer, die rund 25 Meter hoch ist. In den 1950er Jahren wurde ein dreistöckiges Haus zwischen die Ruinen gebaut, das an ein Fischerdorf aus dem 18. Jahrhundert angrenzt. Seit 1991 werden in dem Gebiet immer wieder archäologische Ausgrabungen die Burg betreffend unternommen, zuletzt 2007.